# Lelio Giordano
Lelio Giordano (... – 1581) è stato un arcivescovo cattolico italiano.

## Biografia
Era professore reggente di diritto civile a Roma quando, il 26 giugno 1570, papa Pio V lo nominò vescovo di Acerno. 
Ricevette la consacrazione episcopale nella basilica dei Santi XII Apostoli a Roma il 10 agosto seguente dalle mani del cardinale Marcantonio Colonna, arcivescovo metropolita di Salerno, co-consacranti i vescovi Antonmaria Salviati, già vescovo di Saint-Papoul (poi cardinale), e Alessandro Gadaletta, vescovo di Nusco.
Nello stesso anno lo stesso Marcantonio Colonna lo nominò suo vicario per effettuare la visita pastorale all'arcidiocesi di Salerno.
Come vescovo di Acerno, diede impulso alla costruzione della nuova cattedrale.
Il 28 novembre 1580 papa Gregorio XIII lo nominò arcivescovo di Rossano, ma morì nel corso del 1581.

## Genealogia episcopale
La genealogia episcopale è:
- Cardinale Marcantonio Colonna
- Arcivescovo Lelio Giordano